# Andersen Island
Andersen Island (früher auch Lars Andersen Island) ist eine Insel vor der Küste des ostantarktischen Mac-Robertson-Lands. Sie liegt 6 km westlich von Thorgaut Island im westlichen Abschnitt der Robinson-Gruppe.
Teilnehmer der British Australian and New Zealand Antarctic Research Expedition (1929–1931) unter der Leitung des australischen Polarforschers Douglas Mawson kartierten sie im Februar 1931. Etwa zeitgleich erfolgte eine Kartierung durch die Besatzung des norwegischen Walfangschiffs Falk unter Kapitän Lars Anton Andersen (1891–1967), nach dem die Insel benannt ist.